# Reichstag (Zeit des Nationalsozialismus)

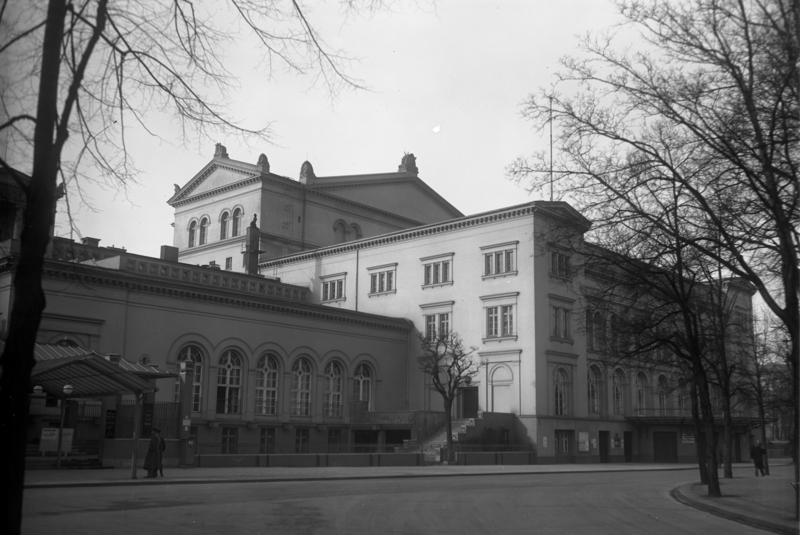
Die Krolloper in Berlin, Sitzungsort des Reichstags ab 1933

Der deutsche Reichstag war von 1933 bis 1945 ein Scheinparlament während der nationalsozialistischen Diktatur. Nach der letzten Reichstagswahl, an der mehr als eine Partei teilnahm, verabschiedete der neue, am 21. März 1933 eröffnete Reichstag unter Adolf Hitler am 23. März desselben Jahres das Ermächtigungsgesetz. Damit trat er seine Gesetzgebungskompetenzen faktisch an die Reichsregierung (Kabinett Hitler) ab. Ab Juli desselben Jahres bildete die NSDAP die einzige Fraktion. Reichstagspräsident war Hermann Göring. Mit dem Anschluss Österreichs wurde das Scheinparlament in Berlin 1938 in Großdeutscher Reichstag umbenannt. Mangels wesentlicher parlamentarischer Kompetenzen sowie wegen des regelmäßigen Singens der Nationalhymne wurde er, als Flüsterwitz, der „teuerste Gesangsverein Deutschlands“ genannt.

## Wahlen
1933

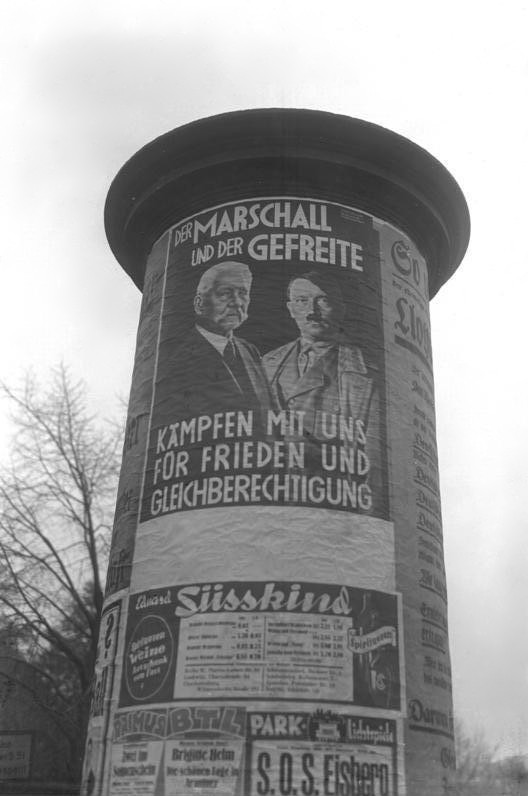
Wahlplakat mit Reichspräsident Hindenburg und Reichskanzler Hitler zur Wahl im November 1933:
Der Marschall und der Gefreite kämpfen mit uns für Frieden und Gleichberechtigung

- 5. März: Reichstagswahl (letzte Wahl, an der mehr als eine Partei teilnahm)
- 12. November: Reichstagswahl (erste Reichstagswahl mit Einheitsliste der NSDAP; zusammen mit der Volksabstimmung über den bereits vollzogenen Austritt Deutschlands aus dem Völkerbund)

1936
- 29. März: Reichstagswahl (zur nachträglichen Legitimation der Rheinlandbesetzung angesetzt)

1938
- 10. April: Reichstagswahl zum Großdeutschen Reichstag und Volksabstimmung (mit der Abstimmung über den bereits vollzogenen Anschluss Österreichs verschmolzen)
- 4. Dezember: Sudetendeutsche Ergänzungswahl (Reichstagswahl der Einwohner des Sudetenlandes nach dessen Anschluss)

Nach der Wahl am 29. März 1936 wurde eine neue Zählung der Legislaturperioden dekretiert. Es begann nun die 3. Wahlperiode. Die VIII. Wahlperiode (März bis November 1933) und die IX. Wahlperiode (November 1933 bis März 1936) wurden nachträglich in 1. und 2. Wahlperiode umgedeutet, um die „Zäsur mit dem Machtantritt Hitlers deutlich werden zu lassen.“
Am 25. Januar 1943 verlängerte Hitler die 4. Wahlperiode des Reichstages durch das Gesetz über die Verlängerung der Wahlperiode des Großdeutschen Reichstags bis zum 30. Januar 1947. Damit wurde vermieden, während des Zweiten Weltkrieges Wahlen abhalten zu müssen. Durch den Kriegsausgang kam es nicht mehr zu einem weiteren Urnengang.

## Aussagekraft der Wahlergebnisse
Die Ergebnisse der Reichstagswahlen und Volksabstimmungen, bei denen die NSDAP stets überwältigende Zustimmung erhielt, können nicht als authentischer Ausdruck der Volksmeinung angesehen werden.
Bei den Wahlen ab November 1933 stand jeweils nur die NSDAP zur Wahl. Alle übrigen Parteien waren in der vorherigen Legislaturperiode bis zum Juli 1933 verboten worden oder hatten ihre Selbstauflösung beschlossen. Bei allen drei Wahlen wurde jeweils eine Einheitsliste aufgestellt (vgl. Reichswahlvorschlag), auf denen auch einige als Gäste bezeichnete Parteilose kandidierten. Bei den Wahlen im November 1933 und 1936 gab es lediglich die Möglichkeit der Zustimmung oder des Ungültigmachens des Stimmzettels. Nur bei der Reichstagswahl 1938 war es, wegen der vollständigen Verschmelzung mit der Volksabstimmung über den Anschluss Österreichs, möglich, gegen die NSDAP mit „Nein“ zu stimmen.
Wahlen wurden mehrfach zur Legitimation einer aggressiven Außenpolitik (Rheinlandbesetzung, Anschluss Österreichs) angesetzt. Aus berechtigter Angst vor einem Bruch des Wahlgeheimnisses stimmten auch viele Kritiker und Gegner des Regimes für die Liste der NSDAP. Mancherorts wurden die Wahlen genutzt, um die Namen der „Nein“-Wähler systematisch zu ermitteln. Wer mit „Nein“ stimmte, musste daher mit Repressionen rechnen. So erklärt sich, dass selbst die Häftlinge des KZ Dachau im November 1933 zu 99,5 % für die Liste der NSDAP stimmten.

## Abgeordnete und Sitzanzahl
Gemäß den Regelungen des Weimarer Wahlgesetzes wurde für je 60.000 abgegebene Stimmen ein Sitz erteilt. Da die Wahlbeteiligung sehr hoch war, aber auch wegen der neu zum Reich gekommenen Gebiete, nahm das Parlament bedeutend größere Ausmaße an als noch zu Beginn des Jahres 1933. Zuletzt gab es 876 Abgeordnete; Adolf Hitler selbst war dabei Nr. 433, gewählt im Reichstagswahlkreis 24 (Oberbayern-Schwaben).
Nach der noch teils freien Wahl im März 1933 zogen 3,8 % Frauen aus verschiedenen Parteien, aber nicht der NSDAP, ins Parlament ein. Bei den drei folgenden Wahlen gab es keine Kandidatinnen und somit keine weiblichen Abgeordneten mehr (siehe dazu auch Frauen in der Zeit des Nationalsozialismus). Gleiches galt für jüdische Kandidaten beider Geschlechter. Juden verloren zudem de jure infolge des Reichsbürgergesetzes (1935) das aktive und passive Wahlrecht, da sie nicht mehr als „Reichsbürger“ galten.
Die Mandate von verstorbenen Abgeordneten wurden neu vergeben. Da der Reichstag von April 1942 bis zum Kriegsende im Mai 1945 nicht mehr zusammentrat, nahmen alle in dieser Zeit neu berufenen Abgeordneten, trotz ihres Status als Abgeordnete des Reichstags, tatsächlich an keiner einzigen Reichstagssitzung teil. Der letzte Abgeordnete auf den dies zutraf, war Rolf Fordon, ein Mitarbeiter der Berliner Verkehrsbetriebe, der noch am 8. Dezember 1944 Mitglied des Reichstags wurde.

## Sitzungen

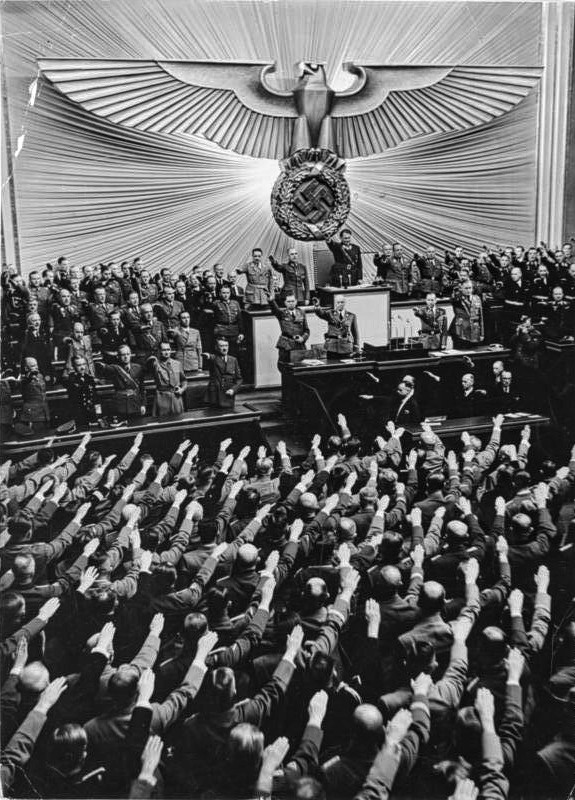
Reichstagssitzung vom 19. Juli 1940

Infolge des Brandanschlags im Februar 1933 und nachfolgender Umbauten war das Reichstagsgebäude über längere Zeit nicht benutzbar. Deshalb wurde der Vorführungssaal der gegenüberliegenden Krolloper in einen Sitzungssaal umgebaut. Nach dem Umzug fanden dort die Reichstagssitzungen statt.
Nach dem Ermächtigungsgesetz vom 24. März 1933 trat der Reichstag bis zum Kriegsende 1945, mithin innerhalb von zwölf Jahren, nur neunzehn Mal zusammen, letztmals 1942. In diesen Sitzungen wurden lediglich sieben Gesetze verabschiedet – gegenüber 986 Gesetzen, die von der Regierung allein beschlossen wurden. Zwei dieser Gesetze betrafen die Verlängerung des jeweils auf vier Jahre begrenzten Ermächtigungsgesetzes. Die übrigen fünf Gesetze, die der Reichstag zwischen 1933 und 1945 beschloss, waren:
- das Gesetz über den Neuaufbau des Reichs vom 30. Januar 1934
- das Reichsflaggengesetz,
- das Reichsbürgergesetz und
- das Gesetz zum Schutze des deutschen Blutes und der deutschen Ehre (alle vom 15. September 1935[9]) sowie
- das Gesetz zur Wiedervereinigung Danzigs mit dem Deutschen Reich vom 1. September 1939.[10]

Zum letzten Mal trat der Reichstag am 26. April 1942 zusammen. Der bei dieser Sitzung einstimmig gefasste Beschluss des Großdeutschen Reichstags hob die letzten Vorrechte von Beamten auf und machte den Führer darüber hinaus endgültig zur letzten Instanz von Gesetzgebung und Entscheidungen. Erlasse Adolf Hitlers standen nunmehr den durch den Reichstag beschlossenen Gesetzen gleich, was letztlich auch die Reichsregierung abschaffte.